# Xylopia papuana
Xylopia papuana este o specie de plante angiosperme din genul Xylopia, familia Annonaceae, descrisă de Friedrich Ludwig Diels. Conform Catalogue of Life specia Xylopia papuana nu are subspecii cunoscute.